# Serrekunda
Serrekunda (lub Serekunda) – największe miasto Gambii, położone około 20 kilometrów na południowy zachód od stolicy kraju – Bandżul. Liczy 335 733 mieszkańców (2006). Serrekunda jest ważnym ośrodkiem turystycznym Gambii – zlokalizowana jest tu większa część bazy noclegowej zachodniej części kraju. Niedaleko mieszczą się też ważniejsze kąpieliska na wybrzeżach Oceanu Atlantyckiego oraz rezerwat przyrody Abuko.  

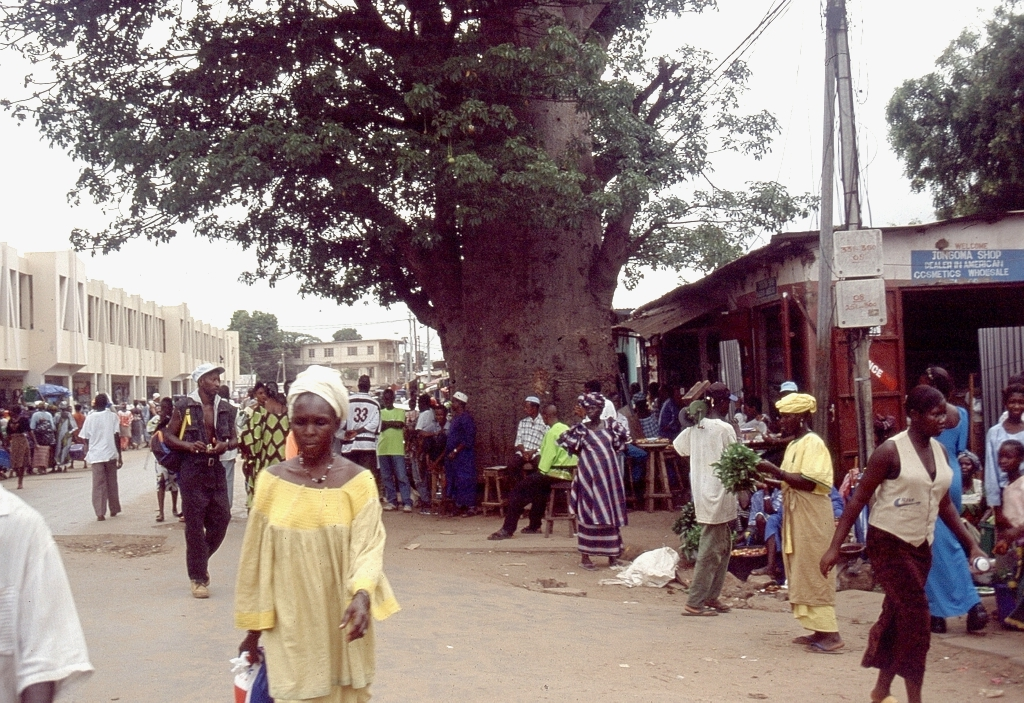
Ulica w Serrekundzie
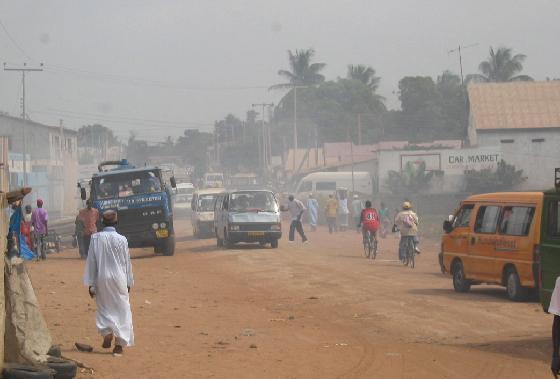
Ulica w Serrekundzie

## Miasta partnerskie
- Memphis